# Lamberto Bava

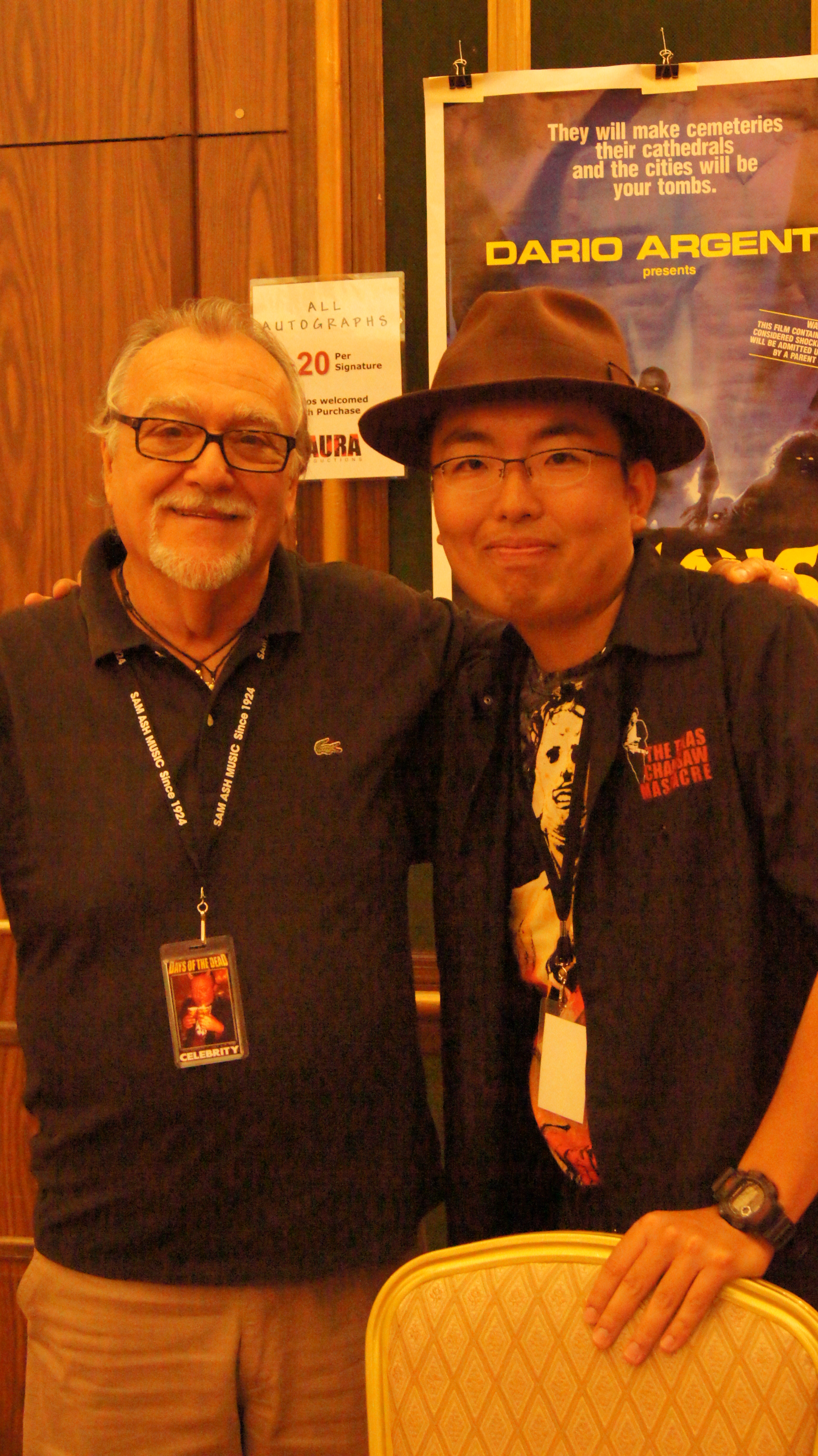
Lamberto Bava y el director Ryota Nakanishi (中西良太: n. 1981) en Indianápolis, en la edición del 2012 de Days of the Dead.

Lamberto Bava (nacido el 3 de abril de 1944 en Roma, Italia) es un director, productor, montador y guionista de cine italiano. Es hijo del también director ya fallecido Mario Bava.

## Filmografía

### Como director
- Ghost son (2006)
- The torturer (2005)
- La princesa y el mendigo (1997)
- Alisea y el príncipe de los sueños (1996)
- Desideria, el anillo del dragón (1994)
- Fantaghiro (1991)
- Body puzzle (1991)
- Testimonio ocular (1990)
- La máscara del demonio (1989)
- Cena con el vampiro (1988)
- El ogro (1988) (Una extraña casa macabra, en [Uruguay])
- El maestro del terror (1988)
- Demons 2 (1987)
- Le foto di Gioia (1987)
- Disturbios en el cementerio (1987)
- Efectos sobrenaturales (1987)
- Morirás a medianoche (1986)
- Demons (1985)
- El devorador del océano (1984)
- Cuchillos en la oscuridad (1983)
- Macabro (1980)
- Semáforo rojo (1974)

### Como guionista
- Ghost son (2006)
- The torturer (2005)
- La princesa y el mendigo (1997)
- Desideria, el anillo del dragón (1994)
- Fantaghiro (1991)
- Puzzle mortal (1991)
- Testimonio ocular (1990)
- La máscara del demonio (1989)
- Cena con el vampiro (1988)
- El ogro (1988)
- Disturbios en el cementerio (1987)
- Morirás a medianoche (1986)
- Demons (1985)
- Macabro (1980)
- Shock (1977)

### Como productor
- La princesa y el mendigo (1997)
- Alisea y el príncipe de los sueños (1996)
- Desideria, el anillo del dragón (1994)
- Fantaghiro (1991)
- Testimonio ocular (1990)
- La máscara del demonio (1989)
- El ogro (1988)
- El maestro del terror (1988)
- Efectos sobrenaturales (1987)
- Semáforo rojo (1974)
- La gruta de la rosa de oro (1991) (serie)

### Como montador
- Morirás a medianoche (1986)